# Katarzyna II de Valois
Katarzyna II de Valois, fr. Catherine II de Valois-Courtenay (ur. 1303, zm. 20 września 1346) – tytularna cesarzowa Konstantynopola od 1307 r., księżna Tarentu w latach 1313-1332 jako żona Filipa I.
Była także regentką Księstwa Achai 1332-1341 i Gubernatorem Kefaloniii 1341-1346.

## Pochodzenie
Była najstarszą córką hrabiego Karola Walezjusza, brata a następnie stryja kolejnych królów Francji, i jego drugiej żony Katarzyny I, tytularnej cesarzowej Konstantynopola, z kapetyńskiej gałęzi rodu de Courtenay. 
Była siostrą Jana - hrabiego Chartres (zmarłego w dzieciństwie), Joanny - żony hrabiego Roberta III d’Artois i Izabeli, zakonnicy. 
Miała liczne przyrodnie rodzeństwo, m.in. Filipa VI, króla Francji i Marię, księżną Kalabrii (matkę przyszłej królowej Neapolu Joanny I).

## Małżeństwo
W młodości została zaręczona z Hugonem V Burgundzkim, ale w 1307 po śmierci jej matki, jej ojciec zerwał te zaręczyny.
W 1313, w Fontainebleau poślubiła ostatecznie Filipa I, księcia Tarentu (1278-1332), syna Karola II Andegawena i Marii Węgierskiej - Katarzyna była jego drugą żoną.
Jej kochankiem był Niccolò Acciaiuoli.

## Intrygi na dworze królewskim w Neapolu
W 1345 r. ofiarą zabójstwa padł mąż królowej Neapolu Joanny I, królewicz węgierski i książę Kalabrii Andrzej Andegaweński. Według niektórych źródeł inicjatorami tego zabójstwa była Katarzyna i jej młodszy syn Ludwik. Wspólnikiem Katarzyny i Ludwika był Karol d'Artois, bękart króla Roberta I Mądrego wraz z synem Bertrandem. 
Kronikarz Domenica da Gravina twierdził, że Katarzyna otruła księżną-wdowę Durazzo, Agnes Périgord. Powodem zabójstwa miały być rosnące wpływy Agnes na dworze królewskim spowodowane zainicjowaniem małżeństwa Marii, młodszej siostry i ówczesnej dziedziczki królowej Joanny I, z synem Agnes, Karolem, co Katarzyna postrzegała jako zagrożenie dla pozycji własnych synów. 

## Potomstwo
Filip i Katarzyna mieli pięcioro dzieci:
- Roberta z Tarentu (1319–1364), księcia Tarentu, tytularnego cesarza Konstantynopola jako Robert II,
- Ludwika (1320–1362), męża Joanny I, królowej Neapolu[4],
- Małgorzatę (1325–1380), matkę Jakuba de Baux, księcia Achai, tytularnego cesarza Konstantynopola,
- Marię (1327–?, zmarła młodo),
- Filipa II z Tarentu (1329–1373), księcia Tarentu, tytularnego cesarza Konstantynopola jako Filip III.

## Herby
| księstwa Achai | Cesarstwa Łacińskiego |